# Opération Unifier
Pendant la guerre russo-ukrainienne
L'opération Unifier est la contribution canadienne à l'appui apporté aux Forces armées de l'Ukraine pour développer leurs capacités depuis 2015. Cet effort des Forces armées canadiennes (FAC) en Ukraine s'inscrit dans une collaboration avec les États-Unis et d'autres pays qui effectuent de l'appui similaire. L'intervention militaire du Canada a été initiée par une demande de l'Ukraine. Cet appui militaire s'inscrit également dans une approche plus large du gouvernement du Canada, principalement Affaires mondiales Canada, avec l'aide apportée à l'Ukraine en matière de développement, de sécurité, de démocratie et d'aide humanitaire.
La mission consiste à fournir de l'instruction militaire et à renforcer les capacités des Forces armées de l'Ukraine. En fait, la mission d'instruction militaire est encadrée par une commission mixte multinationale qui comprend l'Ukraine, les États-Unis, le Canada et le Royaume-Uni. En particulier, le Canada co-préside, avec l'Ukraine, le sous-comité responsable de la police militaire.
Le Canada a rejoint la commission mixte multinationale en janvier 2015 et a annoncé le déploiement des FAC en Ukraine le 14 avril 2015. Sur le terrain, la mission d'instruction a commencé le 14 septembre de la même année. Le 6 mars 2017, l'opération Unifier a été étendue jusqu'à la fin du mois de mars en 2019.
Les Forces armées canadiennes ont une force opérationnelle interarmées, appelée Force opérationnelle interarmées (Ukraine), comprenant près de 200 militaires déployée en Ukraine. En date de mars 2017, celle-ci a instruit plus de 3 200 soldats ukrainiens. En plus de déploiement de soldats canadiens, le Canada a également livré de l'équipement militaire non létal à l'Ukraine afin de renforcer les capacités de ses forces armées.

## Contexte
Depuis janvier 2014, le gouvernement du Canada a commencé à investir davantage dans l'aide apportée à l'Ukraine pour renforcer sa sécurité et y promouvoir la stabilité et la croissance économique, la démocratie, les droits de l'homme ainsi que la primauté du droit. L'aide militaire apportée dans le cadre de l'opération Unifier s'inscrit dans cet objectif plus large. Le Canada fournit aussi de l'équipement militaire non létal à l'Ukraine comprenant des systèmes de communications tactiques, un hôpital de campagne mobile, de l'équipement de neutralisation d'explosifs et de munitions, des trousses médicales et des lunettes de vision nocturne afin de renforcer les capacités des Forces armées de l'Ukraine.
En fait, l'opération Unifier est la contribution canadienne à une opération militaire multinationale dirigée par une commission mixte multinationale comprenant les États-Unis, le Canada, le Royaume-Uni et l'Ukraine. Cette intervention militaire s'inscrit dans la foulée des incursions militaires de la Russie sur le territoire de l'Ukraine depuis 2014.

## Mission
La mission des Forces armées canadiennes en Ukraine dans le cadre de l'opération Unifier est de développer les capacités des Forces armées de l'Ukraine, principalement, en prodiguant de l'instruction militaire. L'instruction traite surtout des tactiques militaires au niveau de petites équipes incluant le maniement d'armes, le tir de précision, le mouvement tactique, la reconnaissance de menaces d'explosifs, la communication, la survie au combat et l'éthique. Les FAC donnent également de l'instruction portant sur la neutralisation d'explosifs, de munitions et d'engins explosifs improvisés. Elles appuient également les Forces armées de l'Ukraine pour moderniser son système logistique et pour entraîner ses soldats à l'évacuation des blessés et aux premiers soins au combat. En particulier, le Canada co-préside, avec l'Ukraine, le sous-comité de la commission mixte multinationale responsable de la police militaire. Ainsi, les FAC fournissent de l'instruction à la police militaire ukrainienne, surtout en ce qui a trait aux recours à la force et aux techniques d'enquête de base. Cet entraînement est principalement donné au Centre international de sécurité et de maintien de la paix à Starychi, mais il y a aussi de l'entraînement à d'autres endroits en Ukraine.

## Histoire
Le Canada a effectué sa première livraison d'équipement militaire non létal à l'Ukraine le 28 novembre 2014. Cet équipement comprenait surtout des vêtements de protection contre le froid et il fut livré à l'aéroport de Kiev Boryspil par un C-17 Globemaster de l'Aviation royale du Canada. Le 8 décembre suivant, le Ministre de la Défense nationale a annoncé que le Canada a signé une entente avec l'Ukraine pour un entraînement militaire conjoint et pour le renforcement de ses capacités militaires. Le 10 janvier 2015, la première livraison d'équipement militaire non létal à l'Ukraine par voies maritimes est arrivée au port d'Odessa. Le 29 janvier suivant, une seconde livraison par voies maritimes est arrivée au même port.
Le 14 avril 2015, le Canada annonça le déploiement d'une force opérationnelle interarmées, connue sous le nom de Force opérationnelle interarmées (Ukraine), comprenant près de 200 membres des Forces armées canadiennes en Ukraine jusqu'au 31 mars 2017. La mission d'entraînement militaire commença officiellement le 14 septembre 2015 par la tenue de cérémonies au Centre international de sécurité et de maintien de la paix à Starychi et au Centre de déminage du ministère de la Défense ukrainien à Kamianets-Podilsky. Le 23 novembre suivant, un défilé fut organisé par le Canada, l'Ukraine, les États-Unis, la Lituanie et le Royaume-Uni pour marquer l'ouverture du quartier général du Groupe d'instruction multinational interarmées en Ukraine à Starychi. Le 28 novembre, le Canada livra du matériel de neutralisation d'explosifs et de munitions d'une valeur de trois millions de dollars.
Le 6 mars 2017, le gouvernement du Canada annonça la prolongation de l'opération Unifier jusqu'à la fin du mois de mars de 2019.
Le 28 mars 2019, le gouvernement du Canada annonce qu’il prolonge l’Opération UNIFIER jusqu’à la fin mars 2022.
En septembre 2020, le personnel du  Commandement des Forces d'opérations spéciales du Canada (COMFOSCAN) se sont joint à la Force opérationnelle interarmées en Ukraine en soutien aux efforts déjà en place d’instruction et de développement des capacités des forces de sécurité de l’Ukraine.
Le 13 février 2022, en raison de l'imminence de l'invasion russe en Ukraine, le Canada retire tous ses militaires du pays, tout en affirmant qu'il ne mettait pas officiellement fin à l'Opération.

## Annexe